# Herrup Kirke
Herrup Kirke ligger i landsbyen Herrup i Herrup Sogn, Holstebro Kommune (Viborg Stift).

## Bygning og inventar
Herrup Kirke er hvidkalket og har rødt tegltag. Kirkens opførelsesår er tydeligt anført på tårnet.
Kirkerummet er overvejende hvidt suppleret med andre lyse farver (gråt, hvidt). Motivet på alterbilledet viser Jesus række ud efter apostlen Peter. I kirken findes et skib ved navn Pax ophængt i 1946. Af andre specielle ting kan nævnes, at der i tårnet er installeret et klokkespil etableret i 1984.

## Historie
Oprindeligt var Herrup Sogn en del af Sevel Sogn som Sevel Søndersogn, og i begyndelsen af det 20. århundrede steg befolkningen her ganske hurtigt på grund af opdyrkning af heden samt etablering af et kalkværk i Bjergby. Derfor – og på grund af den relativt lange afstand til Sevel Kirke – opstod ønsket om at få egen kirke i området, og i 1913 blev der nedsat en lokal gruppe, der skulle arbejde for at realisere dette ønske. Opgaven var stor og uvant for bønderne i området, og desuden satte første verdenskrig en bremse for projektet. Men omsider lykkedes det, og første spadestik blev taget i 1920, hvorpå kirken blev indviet 27. august 1922.
Kirken har gennemgået en indvendig restaurering i 1996.